# Contea di Jiulong
La contea di Jiulong (九龙县S) o contea di Gyézil è una contea della Cina, situata nella provincia di Sichuan e amministrata dalla prefettura autonoma tibetana di Garzê.
| Controllo di autorità | VIAF (EN) 148215447 · LCCN (EN) nr2002005660 · J9U (EN, HE) 987007467595405171 |